# 2002年ソルトレークシティパラリンピックの日本選手団
2002年ソルトレークシティパラリンピックの日本選手団（2002ねんソルトレークシティパラリンピックのにほんせんしゅだん）は、2002年3月7日から3月16日までの日程で開催された2002年ソルトレークシティパラリンピックにおける日本代表選手団及び競技結果。

## メダル獲得者
| メダル   | 選手       | 競技                   | 種目                    | 日付 |
| -------- | ---------- | ---------------------- | ----------------------- | ---- |
| 銅メダル | 新田佳浩   | クロスカントリースキー | 男子5kmクラシカル LW5-9 |      |
| 銅メダル | 大日方邦子 | アルペンスキー         | 女子大回転 LW12         |      |
| 銅メダル | 大日方邦子 | アルペンスキー         | 女子回転 LW10-12        |      |

## 種目別選手・スタッフ

### アルペンスキー
- 監督：山川洋
- コーチ：切久保豊、秋庭将之
- アシスタントコーチ：喜多真琴、長谷部貴、三宅弘志、松田美登里
- スタッフ：兵後正剛
- メカニック：宮本晃
- トレーナー：大見朋哲、武田和宣

選手
- 田中哲也, LW2
- 丸山直也, LW4
- 井上真司, LW6/8
- 轟康憲, LW6/8
- 志鷹昌浩, LW11
- 森井大輝, LW11
- 四戸龍英, LW11
- 森紀行, LW12
- 高村俊彦, LW12
- 伊藤裕美, LW2
- 佐々木如美, LW6/8
- 青木辰子, LW10
- 大日方邦子, LW12

### クロスカントリースキー/バイアスロン
スタッフ
- 監督：荒井秀樹
- アドバイザー：横山久雄
- コーチ：湯本三郎、荒井幸治、井上義人
- ガイド：小林卓司、大平紀夫、小泉洋美
- トレーナー：白戸篤志
- メカニック：池田智昭
- マネージャー：渡辺孝次
- ワックス：竹原健介、若井涼子

選手
- 小林稔, B1
- 高橋正充, B1
- 伝田寛, LW6/8
- 新田佳浩, LW6/8
- 長田弘幸, LW10
- 深沢春一, LW11
- 小林深雪, B1
- 久保田とし子, LW11

### アイススレッジホッケー
スタッフ
- 監督：大村博
- 医師：成田寛志
- コーチ：高瀬勝洋、笠原芳文
- トレーナー：神戸治、中澤住夫

選手
- 永瀬充
- 福島忍
- 遠藤隆行
- 吉川守
- 川本達也
- 竹内俊文
- 柴大明
- 三澤英司
- 矢口敦也
- 髙橋和廣
- 石田真彦
- 加藤正
- 須藤悟
- 郷忠信
- 内藤寛一

## 本部役員
| 役職   | 氏名     |
| ------ | -------- |
| 団長   | 田村宣朝 |
| 副団長 | 若菜常信 |
| 医師   | 小林章郎 |
| 看護婦 | 三井仁美 |
| 総務   | 佐藤仁   |
| 総務   | 村松重太 |
| 総務   | 鎌倉正行 |
| 総務   | 林孝雄   |
| 総務   | 伴内華子 |
| 通訳   | 滝沢光   |